# Pueblo Federación
Pueblo Federación ist eine Ortschaft in Uruguay.

## Geographie
Sie befindet sich auf dem Gebiet des Departamento Paysandú in dessen Sektor 9. Größere Ansiedlungen in der näheren Umgebung sind El Eucaliptus im Norden und Cañada del Pueblo in nordöstlicher Richtung. In nordwestlicher Richtung sind Gallinal und Cerro Chato gelegen.

## Infrastruktur
Durch Pueblo Federación führt die Ruta 4.

## Einwohner
Für Pueblo Federación wurden bei der Volkszählung im Jahr 2004 47 Einwohner registriert.
| Jahr | Einwohner |
| ---- | --------- |
| 1996 | -         |
| 2004 | 47        |

Quelle: Instituto Nacional de Estadística de Uruguay